# Mogens Camre
Mogens Niels Juel Camre, född 29 mars 1936 i Vorup utanför Randers, död 5 december 2016, var en dansk politiker. Han var folketingsledamot för Socialdemokratiet 1968–1987. Sedan 1999 var han medlem i Dansk Folkeparti, vilka han representerade i Europaparlamentet 1999–2009.
Mogens Camre var son till fabrikanten Sigfred Niels Juel Camre och Carna Petersen, samt bror till fotografen Henning Camre. Han tog studentexamen från Randers Statsskole 1954 och en högre handelsexamen från Niels Brocks Handelsskole i Köpenhamn 1958. Vid sidan om studierna arbetade han på Randers Toldkammer (1956–1957), som ekonom på United Shoe Machinery Company A/S (1958–1960) och som ekonom på Dansk Unilever A/S (1960–1966). Han tog sedan diplomexamen i redovisning från Handelshøjskolen i Köpenhamn 1961 och blev pol.kand. från Köpenhamns universitet 1967 med årets högsta betygsgenomsnitt. Han var sedan anställd som sekreterare och fullmäktig på det danska finansdepartementets budgetavdelning. Han var styrelseordförande av KTAS (1982–1992) och styrelseledamot i Danmarks Hypotekbank (1980–1990) och Danish Telecom International (1984–1992). Han var även ledamot i de verkställande utskotten för LO och Arbejderbevægelsens Erhvervsråd (1981–1982).
Vid sidan om arbete och studier var Camre även politiskt engagerad. Han var ordförande av det socialdemokratisk studentförbundet Frit Forum i Köpenhamn (1962–1966), för dess riksförbund (1967–1968, vice ordförande 1966–1967) samt vice ordförande av Studentersamfundet (1963). Han var även ledamot i Köpenhamns socialdemokratiska förbund (1962–1966 och från 1968) och i partistyrelsen (1967–1968 & 1981–1982). Han blev invald i Folketinget för Valbys valkrets 1968 och blev ledamot i bl.a. finans- (vice ordförande 1985-1987), skatte- och miljöutskotten (ordförande för den sista 1978–1981) samt ledamot i den socialdemokratiska folketingsgruppen från 1968. Han var partiets finanspolitiska talesman (1978-1987) och politiska talesman (1981–1982) samt vice ordförande i Folketingets marknadsutskott (1981-1982). Han blev inte omvald 1987 och efter valet 1998 fick han utstå kritik för hur han finansierade sin valkampanj. Det ledde till att han kom i konflikt med partiet, som han sedan bröt med 1999.
Camre var budgetråd i Danmarks fasta representation i EU (1995–1999) innan han blev invald i Europaparlamentet för Dansk Folkeparti 1999. Här var han bland annat vice ordförande av parlamentsgruppen Nationernas Europa (1999-2009). Han har även varit rådgivare i finansförvaltning för den litauiska regeringen (1993–1995).
Camre har varit gift med författaren Vita Andersen och har tre barn tillsammans med henne.